# 다키코미고한

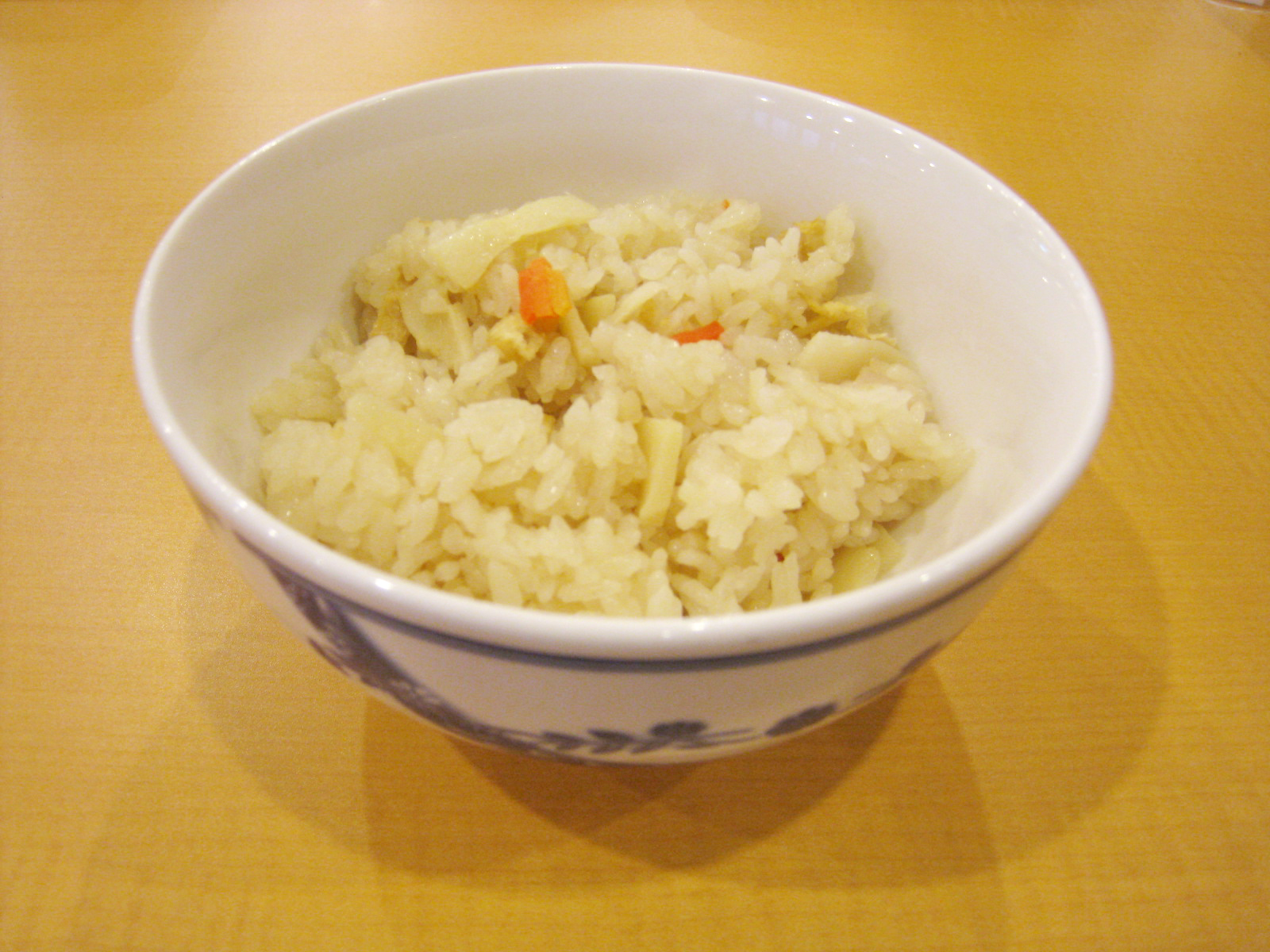
다키코미고한

다키코미고한(일본어: 炊き込みご飯)은 일본 요리의 하나로, 생선, 채소, 고기 등의 여러 가지 재료를 섞어서 지은 밥이다.

## 같이 보기
- 아로스 콘 포요
- 비리아니
- 볶음밥
- 잠발라야
- 졸로프 라이스
- 캅사
- 나시 고렝
- 파에야
- 필라프
- 리소토